# Brazo Largo
Brazo Largo ist ein Dorf im Süden der argentinischen Provinz Entre Ríos wenige hundert Meter vom Río Paraná Guazú entfernt, einem der Seitenarme des Río Paraná.
Brazo Largo (wörtlich: Langer Arm) ist gleichzeitig der erste kleine Bahnhof nach der nördlichen Brücke des Complejo Ferrovial Zárate – Brazo Largo, mit dem die Eisenbahnstrecke von Buenos Aires bzw. Zárate über den Río Paraná nach Mesopotamia geführt wird. Die Rampe der nördlichen Brücke ist etwa doppelt so lang wie die Rampe von dem etwas höher gelegenen Zárate zu der südlichen Brücke.